# Neobaryssinus
Neobaryssinus is een kevergeslacht uit de familie van de boktorren (Cerambycidae). De wetenschappelijke naam van het geslacht werd voor het eerst geldig gepubliceerd in 1976 door Monné & Martins.

## Soorten
Neobaryssinus omvat de volgende soorten:
- Neobaryssinus abbreviatus Monné M. A. & Monné M. L., 2012
- Neobaryssinus altissimus Berkov & Monné, 2010
- Neobaryssinus capixaba Monné & Delfino, 1980
- Neobaryssinus marianae (Martins & Monné, 1974)
- Neobaryssinus phalarus Monné & Martins, 1976